# Obsesie (Star Trek: Seria originală)
Obsesie este un episod din sezonul al II-lea al Star Trek: Seria originală care a avut premiera la 15 decembrie 1967.

## Prezentare
Căpitanul Kirk devine obsedat de distrugerea unei entități criminale, vinovată de uciderea multora dintre membrii echipajului fostei sale nave.